# Marius Bostan
Marius Bostan (n. 1970, Ruginești, România) este un economist român care a îndeplinit funcția de ministru al comunicațiilor în guvernul tehnocrat al lui Dacian Cioloș.
Este membru în diverse consilii de administrare ale unor companii, fonduri sau organizații non-profit.
A fost în boardul Fondului Roman de Dezvoltare Socială, fondator și Președinte al FNTM, cofondator al VMB Partners pionier al obligațiunilor municipale.
A condus mai multe proiecte care au promovat cultura de afaceri modernă în România și este implicat în mai multe proiecte civice. Marius Bostan este membru al Romanian Business Leaders și este inițiatorul proiectului RePatriot.